# Flip Saunders
Philip Daniel Saunders, detto Flip (Cleveland, 23 febbraio 1955 – Minneapolis, 25 ottobre 2015), è stato un cestista, allenatore di pallacanestro e dirigente sportivo statunitense, professionista nella NBA.
È morto all'età di 60 anni, per un linfoma di Hodgkin.

## Carriera

### Allenatore

#### Minnesota Timberwolves
Saunders è entrato a far parte dei Minnesota Timberwolves della NBA l'11 maggio 1995 come direttore generale, lavorando sotto il suo ex compagno di squadra del Minnesota, Kevin McHale. Il 18 dicembre 1995, Saunders è stato nominato capo allenatore dei Timberwolves, in sostituzione di Bill Blair.
Ciò è accaduto poco dopo che McHale aveva rilevato le operazioni di basket per i Timberwolves. Ha poi aggiunto i compiti di allenatore alle sue responsabilità di GM dopo che la squadra era partita per 6-14. I Timberwolves sono andati 20–42 il resto dell'anno, ma l'emergere del giovane Kevin Garnett come giocatore di prima linea della NBA è stato un grande vantaggio nella seconda metà della stagione.
Ha guidato con difficoltà i Timberwolves alla loro prima partecipazione ai playoff nella stagione 1996-97, la sua prima stagione completa come capo allenatore NBA. Un anno dopo, ha guidato i Timberwolves alla loro prima stagione vincente. Hanno raggiunto il record di 50 vittorie in franchigia nel 1999-2000, che è stato duplicato nel 2001-2002.
Dopo il successo dei Timberwolves nella stagione NBA 2003-2004, in cui hanno vinto il loro primo (e finora unico) titolo di divisione e sono passati alle finali della Western Conference, hanno avuto difficoltà nella stagione 2004-2005. Il 12 febbraio 2005, McHale ha licenziato Saunders e si è nominato capo allenatore per il resto della stagione. McHale non è stato in grado di raddrizzare la nave ei Lupi hanno perso i playoff per la prima volta in nove anni. Molti fan credevano che il licenziamento di Saunders fosse ingiustificato, citando invece i problemi contrattuali di Sam Cassell e Latrell Sprewell come le ragioni del fallimento della squadra. Tuttavia, molti hanno anche riconosciuto che Saunders aveva allenato per dieci anni in Minnesota, e forse era necessaria una nuova voce.

#### Detroit Pistons
Saunders ha sostituito Larry Brown come allenatore dei Detroit Pistons il 21 luglio 2005. Sotto Saunders, la squadra ha stabilito un nuovo record in franchigia di vittorie durante la stagione regolare, terminando con un record di 64-18. Saunders ha allenato gli All-Stars della Eastern Conference nell'NBA All-Star Game 2006 a Houston, in Texas.
Saunders ha portato i Pistons a tre titoli consecutivi della Central Division e tre apparizioni consecutive nelle finali della Eastern Conference. Entrando nella sua terza stagione come allenatore dei Pistons, Saunders divenne l'allenatore dei Pistons più longevo dai nove anni di mandato di Chuck Daly (1983-1992).
Saunders è stato licenziato il 3 giugno 2008 dopo che i Pistons hanno perso contro i Boston Celtics nelle finali della Eastern Conference 2008 per la terza volta consecutiva; il presidente delle operazioni di basket di Detroit Joe Dumars ha detto che la squadra aveva bisogno di una "nuova voce".

#### Washington Wizards
Il 14 aprile 2009, Saunders ha raggiunto un accordo per diventare il nuovo allenatore dei Washington Wizards. Secondo quanto riferito, l'accordo valeva 18 milioni di dollari in 4 anni.
Il 24 gennaio 2012, Saunders è stato licenziato come allenatore dei Wizards. Sostituito dall'ex allenatore dei Minnesota Timberwolves Randy Wittman, Saunders lasciò i Wizards con un record di 51-130.

#### Ritorno ai Minnesota Timberwolves
Il 6 giugno 2014, Saunders è stato nominato capo allenatore dei Minnesota Timberwolves, tornando in franchising per un secondo periodo. Durante il suo secondo periodo con i Timberwolves, a Saunders è stato diagnosticato il linfoma di Hodgkin. Durante il suo recupero, ha delegato la sua posizione di allenatore all'assistente allenatore ed ex vincitore dell'NBA Coach of the Year Sam Mitchell. Le sue 427 vittorie durante parti di dieci stagioni in due stint sono le più alte nella storia della franchigia e, fino alla stagione 2017-18, è stato l'unico allenatore a guidare i Timberwolves a una stagione vincente o ad allenare una partita di playoff.

## Statistiche

### Allenatore
| Stagione | Squadra            | Regular Season | Regular Season | Regular Season | Regular Season | Regular Season           | Post Season                                             |
| Stagione | Squadra            | V              | P              | % V            | G              | Posizione finale         | Post Season                                             |
| -------- | ------------------ | -------------- | -------------- | -------------- | -------------- | ------------------------ | ------------------------------------------------------- |
| 1995-96  | Minnesota T'wolves | 20             | 42             | 32,3           | 62             | 6º in Midwest Division   | Manca i play-off                                        |
| 1996-97  | Minnesota T'wolves | 40             | 42             | 48,8           | 82             | 3º in Midwest Division   | Sconfitto al primo round dai Rockets (0-3)              |
| 1997-98  | Minnesota T'wolves | 45             | 37             | 54,9           | 82             | 3º in Midwest Division   | Sconfitto al primo round dai SuperSonics (2-3)          |
| 1998-99  | Minnesota T'wolves | 25             | 25             | 50,0           | 50             | 4º in Midwest Division   | Sconfitto al primo round dai Spurs (1-3)                |
| 1999-00  | Minnesota T'wolves | 50             | 32             | 61,0           | 82             | 3º in Midwest Division   | Sconfitto al primo round dai Trail Blazers (1-3)        |
| 2000-01  | Minnesota T'wolves | 47             | 35             | 57,3           | 82             | 4º in Midwest Division   | Sconfitto al primo round dai Spurs (1-3)                |
| 2001-02  | Minnesota T'wolves | 50             | 32             | 61,0           | 82             | 3º in Midwest Division   | Sconfitto al primo round dai Mavericks (0-3)            |
| 2002-03  | Minnesota T'wolves | 51             | 31             | 62,2           | 82             | 3º in Midwest Division   | Sconfitto al primo round dai Lakers (2-4)               |
| 2003-04  | Minnesota T'wolves | 58             | 24             | 70,7           | 82             | 1º in Midwest Division   | Sconfitto alle Finali di Conference dai Lakers (2-4)    |
| 2004-05  | Minnesota T'wolves | 25             | 26             | 49,0           | 51             | -                        | -                                                       |
| 2005-06  | Detroit Pistons    | 64             | 18             | 78,0           | 82             | 1º in Central Division   | Sconfitto alle Finali di Conference dai Heat (2-4)      |
| 2006-07  | Detroit Pistons    | 53             | 29             | 64,6           | 82             | 1º in Central Division   | Sconfitto alle Finali di Conference dai Cavaliers (2-4) |
| 2007-08  | Detroit Pistons    | 59             | 23             | 72,0           | 82             | 1º in Central Division   | Sconfitto alle Finali di Conference dai Celtics (2-4)   |
| 2009-10  | Wash. Wizards      | 26             | 56             | 31,7           | 82             | 5º in Southeast Division | Manca i play-off                                        |
| 2010-11  | Wash. Wizards      | 23             | 59             | 28,0           | 82             | 5º in Southeast Division | Manca i play-off                                        |
| 2011-12  | Wash. Wizards      | 2              | 15             | 11,8           | 17             | -                        | -                                                       |
| 2014-15  | Minnesota T'wolves | 16             | 66             | 19,5           | 82             | 5º in Northwest Division | Manca i play-off                                        |
|          | Carriera           | 654            | 594            | 52,4           | 1248           |                          |                                                         |

## Palmarès

### Allenatore
- 2 volte campione CBA (1990, 1992)
- 2 volte CBA Coach of the Year (1989, 1992)
- 2 volte allenatore all'NBA All-Star Game (2004, 2006)